# Straton z Aleksandrii
Straton z Aleksandrii (gr. Στράτων) – starożytny grecki atleta pochodzący z Aleksandrii, olimpijczyk. Jeden z siedmiu atletów w historii, którym udało się zdobyć w Olimpii prestiżowy tytuł paradoksonikes, zwyciężając jednocześnie w zapasach i pankrationie. Wyczynu tego dokonał na dwóch olimpiadach z rzędu, w 68 i 64 roku p.n.e.
Syn Korragosa, należał do szanowanego i bogatego rodu. Sport zaczął uprawiać jako formę kuracji, gdy zaczęły męczyć go dolegliwości śledziony. W Ajgion mieszkańcy wystawili Stratonowi portyk, w którym odbywał ćwiczenia. Swój wyczyn z Olimpii powtórzył na igrzyskach nemejskich, gdzie zdobył jednocześnie aż cztery wieńce, zwyciężając w zapasach i pankrationie zarówno w konkurencjach dla chłopców, jak i dla młodzieńców.